# Melitopol
Melitopol (tiếng Ukraina: Мелітополь, tiếng Nga: Мелитополь) là một thành phố Ukraina, thuộc tỉnh Zaporizhia ở phía đông nam của Ukraina. Dân số theo điều tra tính đến tháng 1 năm 2022 là 148.851 người. Thành phố Melitopol nằm bên con sông Molochna chảy qua rìa đông của thành phố và vào Molochnyi Liman, cuối cùng đổ vào biển Azov. Tên cũ thành phố là Kyzyl-Yar cho đến năm 1816, và Novoalexandrovka cho đến năm 1842. Melitopol trung tâm hành chính của quận Melitopolskyi, thành phố là một đơn vị trực thuộc trung tâm tỉnh. Nhìn chung ngôn ngữ được sử dụng ở đây là tiếng Nga. Tính đến tháng 1 năm 2022, dân số Melitopol ước tính là 148.851 người. Trong đó người Ukraina chiếm 55,1% dân số thành phố, người Nga chiếm 38,9% dân số và người Bulgaria 1,8% tổng dân số. Trong cuộc chiến Nga xâm lược Ukraina năm 2022, thành phố Melitopol đã bị Nga chiếm đóng và sau đó Nga đã sáp nhập vào nước Nga trong tháng 9 năm 2022, Melitopol trở thành tỉnh lỵ của tỉnh Zaporizhia do Nga chiếm đóng.

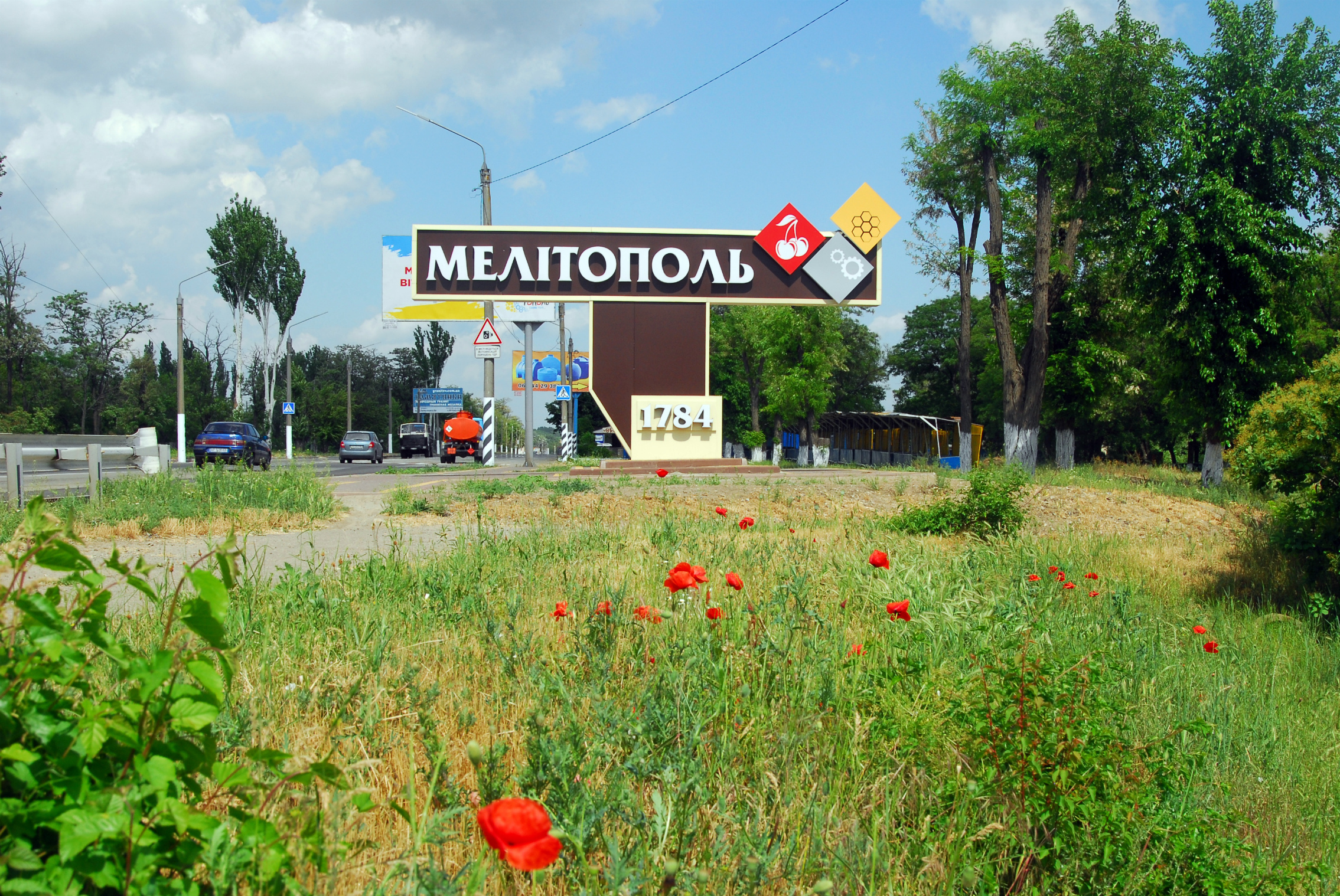